# Elysia verrucosa
Elysia verrucosa is een slakkensoort uit de familie van de Plakobranchidae. De wetenschappelijke naam van de soort is voor het eerst geldig gepubliceerd in 1985 door K.R. Jensen.